# قدمگاه آتان
قدمگاه آتان مربوط به دوره قاجار - دوره پهلوی است و در شهرستان قزوین، بخش رودبار الموت، روستای آتان واقع شده و این اثر در تاریخ ۱۱ مرداد ۱۳۸۴ با شمارهٔ ثبت ۱۲۵۸۸ به‌عنوان یکی از آثار ملی ایران به ثبت رسیده است.